# Karl Herbsthoffer
Peter Rudolf Karl Herbsthoffer (* 17. April 1821 in Bratislava; † 1. Juni 1876 in Waidhofen an der Thaya) war ein österreichischer Porträt-, Genre- und Historienmaler.

## Leben
Herbsthoffer studierte von 1834 bis 1839 bei Karl Gsellhofer an der Akademie der Vereinigten Bildenden Künste in Wien. Nach 1839 erhielt er Privatunterricht bei dem Porträtmaler Friedrich von Amerling in Wien. Zwischen 1846 und 1870 war er in Paris im Atelier von Eugène Isabey. Von 1846 bis 1876 nahm er regelmäßig am Pariser Salon teil. 1853 war er in Manchester und beschickte Ausstellungen der Londoner Royal Academy of Arts. Er nahm 1855 vermutlich die französische Staatsbürgerschaft an.

## Werke

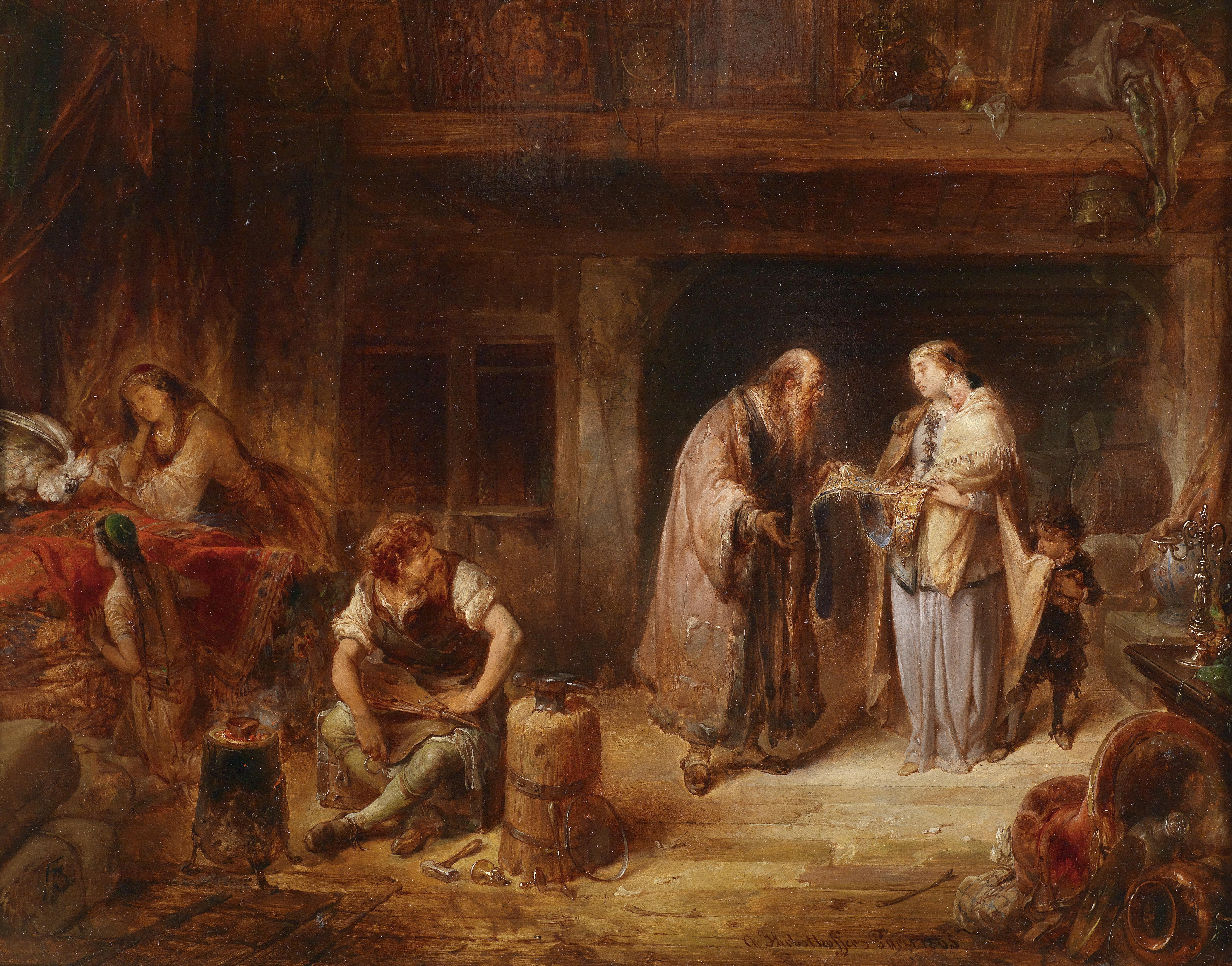
Der Händler (1865)

- Episode de l’iconomachie dans les Pays-Bas, guerre de Trente ans, Verbleib unbekannt (Salon 1846, Nr. 909)
- Un antiquaire lisant dans une chronique, Verbleib unbekannt (Salon 1847, Nr. 813)
- Des chenappans, Verbleib unbekannt (Salon 1848, Nr. 2225)
- Figure de la République française, Verbleib unbekannt (Salon 1849, Nr. 1025)
- L’atelier de Van Ostade, Verbleib unbekannt (ebd., Nr. 1026)
- Daniel dans la fosse aux lions, um 1850, Paris, Kirche Saint-Pierre-du-Gros-Caillou